# ヒューマン・ネイチャー
「ヒューマン・ネイチャー」（原題：Human Nature）は、1983年にマイケル・ジャクソンが発表した楽曲、及び同曲を収録したシングル。アルバム『Thriller』からの第5弾シングル・カットである。

## 概要
作詞はリチャード・カーペンターとの共同作業で知られるジョン・ベティスで、作・編曲はTOTOのスティーヴ・ポーカロが担当した。スティーヴ・ルカサーら、TOTOの他のメンバーも演奏に参加している。クインシー・ジョーンズは「信じられない万華鏡のようなハーモニー」とこの曲を絶賛している。
アメリカのビルボード誌では、1983年9月17日に週間ランキング最高位の第7位を獲得。ビルボード誌1983年度年間ランキングは第77位。
元々の歌詞はスティーヴ・ポーカロと当時幼かった愛娘ヘザーとの会話を基にしたもので、ベティスによってニューヨークの通行人をモチーフにした歌詞に書き直されている 。
この曲はアルバム『Number Ones』、『The Ultimate Collection』、『The Essential Michael Jackson』、『King Of Pop』、『マイケル・ジャクソン THIS IS IT』にも収録されている。

## 演奏
- マイケル・ジャクソン - ボーカル
- デヴィッド・ペイチ - シンセサイザー[9]
- スティーヴ・ポーカロ - シンセサイザー、プログラミング[9]
- スティーヴ・ルカサー - ギター[9]
- ジェフ・ポーカロ - ドラムス[9]
- パウリーニョ・ダ・コスタ - パーカッション[9]
- マイケル・ボディッカー - E-mu Emulator[9]

## マイルス・デイヴィス ヴァージョン
モダンジャズの帝王マイルス・デイヴィスはマイケルのカバーとしてアルバム『Your Under Arrest』（1985年）にこの曲を収録した。
マイルス自身はこの曲を、過去の有名曲がジャズでのスタンダードナンバーになったように、ジャズの新たなスタンダードナンバーになる曲であると発言している。このカヴァーはボーカルの代わりにマイルスのトランペットで進行され、晩年から最期までマイルスのライブにおいて常に演奏される定番の曲であった。これは、マイルス自身が自叙伝で語るところでは、この曲が自身のショーのハイライトの１つとして置かれていたためであるという。そのため、組曲式に曲がつながっていくことの多かったマイルスのステージでのパフォーマンスにおいても常にこの曲は単一の物として演奏がはじめられた。　

## カヴァーなど
- デイヴィッド・ベノワ：2008年
- ボーイズIIメン：アルバム『スローバック Vol.1』（2004年）にカヴァー収録。
- SWV：『Right Here』とマッシュアップした『Right Here/Human Nature』が1993年にヒット。
- 傳田真央：2001年
- 土岐麻子：2004年
- 絢香：2009年
- 大橋トリオ：2009年
- 三浦大知：シングル『The Answer』（2010年）のカップリング曲としてカヴァー。映画『マイケル・ジャクソン キング・オブ・ポップの素顔』のワールド・プレミアイベントにてマイケルの元マネージャーでありこの映画の監督であるマーク・シャフェルの前で生披露した。
- スティービー・ワンダー：2010年6月27日のグラストンベリー・フェスティバルでカバーを披露した。スティービーがハーモニカを吹き、それに合わせて観客が歌うという感動的なライブとなった。
- TOTO：2010年から2012年の世界ツアー及び2018年から行われているデビュー40周年記念ツアーで披露している。40周年記念ツアーではアコースティック・ヴァージョンで演奏されている。
- 松田聖子：2019年のアルバム『SEIKO JAZZ 2』にてカヴァー。